# Pigny
Pigny est une commune française située dans le département du Cher en région Centre-Val de Loire.

## Géographie
Implantée sur le canton de Saint-Martin-d'Auxigny, Pigny regroupe depuis 1986 trois communes :
- Lizy, la commune la plus au sud, proche de Fussy et Bourges.
- Pigny, la commune la plus au nord.
- Villeneuve qui est situé au centre, entre Pigny et Lizy. Villeneuve accueille la mairie mais également les écoles, la salle des fētes, le  centre des sapeurs-pompiers ainsi que des commerces.

### Climat
Pour des articles plus généraux, voir Climat du Centre-Val de Loire et Climat du Cher.
En 2010, le climat de la commune est de type climat océanique dégradé des plaines du Centre et du Nord, selon une étude du CNRS s'appuyant sur une série de données couvrant la période 1971-2000. En 2020, Météo-France publie une typologie des climats de la France métropolitaine dans laquelle la commune est exposée à un climat océanique altéré et est dans la région climatique  Centre et contreforts nord du Massif Central, caractérisée par un air sec en été et un bon ensoleillement. 
Pour la période 1971-2000, la température annuelle moyenne est de 11,2 °C, avec une amplitude thermique annuelle de 15,8 °C. Le cumul annuel moyen de précipitations est de 768 mm, avec 11,5 jours de précipitations en janvier et 7,4 jours en juillet. Pour la période 1991-2020, la température moyenne annuelle observée sur la station météorologique la plus proche, située sur la commune de Bourges à 10 km à vol d'oiseau, est de 12,1 °C et le cumul annuel moyen de précipitations est de 742,7 mm,. Pour l'avenir, les paramètres climatiques de la commune estimés pour 2050 selon différents scénarios d'émission de gaz à effet de serre sont consultables sur un site dédié publié par Météo-France en novembre 2022.

## Urbanisme

### Typologie
Au 1er janvier 2024, Pigny est catégorisée commune rurale à habitat dispersé, selon la nouvelle grille communale de densité à 7 niveaux définie par l'Insee en 2022.
Elle est située hors unité urbaine. Par ailleurs la commune fait partie de l'aire d'attraction de Bourges, dont elle est une commune de la couronne,. Cette aire, qui regroupe 111 communes, est catégorisée dans les aires de 50 000 à moins de 200 000 habitants,.

### Occupation des sols
L'occupation des sols de la commune, telle qu'elle ressort de la base de données européenne d’occupation biophysique des sols Corine Land Cover (CLC), est marquée par l'importance des territoires agricoles (81,4 % en 2018), en diminution par rapport à 1990 (83,4 %). La répartition détaillée en 2018 est la suivante : 
terres arables (75,2 %), zones urbanisées (11,1 %), forêts (7,5 %), zones agricoles hétérogènes (2,3 %), prairies (2 %), cultures permanentes (1,9 %).
L'évolution de l’occupation des sols de la commune et de ses infrastructures peut être observée sur les différentes représentations cartographiques du territoire : la carte de Cassini (XVIIIe siècle), la carte d'état-major (1820-1866) et les cartes ou photos aériennes de l'IGN pour la période actuelle (1950 à aujourd'hui).

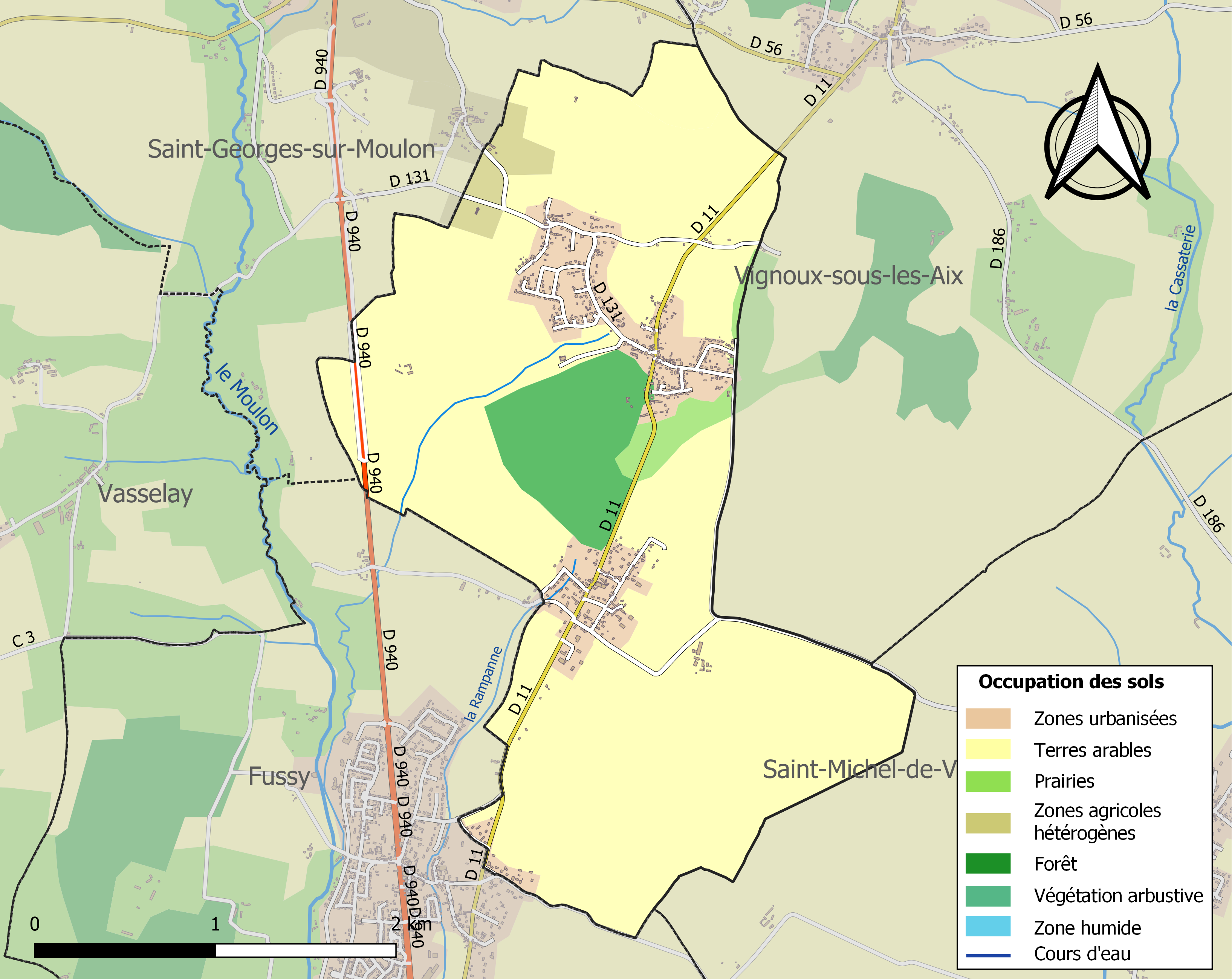
Carte des infrastructures et de l'occupation des sols de la commune en 2018 (CLC).

### Risques majeurs
Le territoire de la commune de Pigny est vulnérable à différents aléas naturels : météorologiques (tempête, orage, neige, grand froid, canicule ou sécheresse), mouvements de terrains et séisme (sismicité faible). Il est également exposé à un risque technologique,  le transport de matières dangereuses. Un site publié par le BRGM permet d'évaluer simplement et rapidement les risques d'un bien localisé soit par son adresse soit par le numéro de sa parcelle.

#### Risques naturels

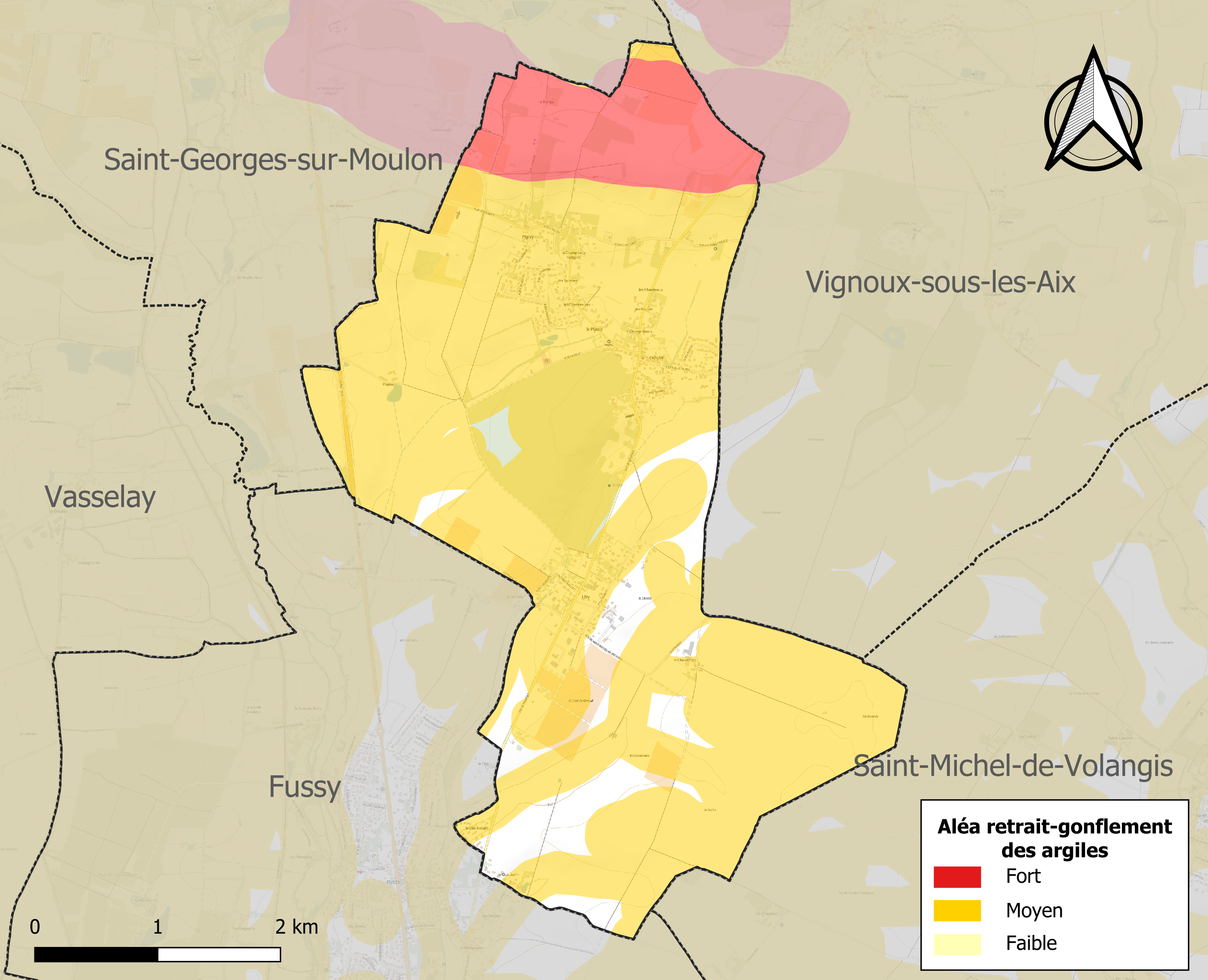
Carte des zones d'aléa retrait-gonflement des sols argileux de Pigny.

La commune est vulnérable au risque de mouvements de terrains constitué principalement du retrait-gonflement des sols argileux. Cet aléa est susceptible d'engendrer des dommages importants aux bâtiments en cas d’alternance de périodes de sécheresse et de pluie. 90,6 % de la superficie communale est en aléa moyen ou fort (90 % au niveau départemental et 48,5 % au niveau national). Sur les 401 bâtiments dénombrés sur la commune en 2019, 382 sont en aléa moyen ou fort, soit 95 %, à comparer aux 83 % au niveau départemental et 54 % au niveau national. Une cartographie de l'exposition du territoire national au retrait gonflement des sols argileux est disponible sur le site du BRGM,.
Concernant les mouvements de terrains, la commune a été reconnue en état de catastrophe naturelle au titre des dommages causés par la sécheresse en 2011, 2018 et 2019 et par des mouvements de terrain en 1999.

#### Risques technologiques
Le risque de transport de matières dangereuses sur la commune est lié à sa traversée par des infrastructures routières ou ferroviaires importantes ou la présence d'une canalisation de transport d'hydrocarbures. Un accident se produisant sur de telles infrastructures est en effet susceptible d’avoir des effets graves au bâti ou aux personnes jusqu’à 350 m, selon la nature du matériau transporté. Des dispositions d’urbanisme peuvent être préconisées en conséquence.

## Histoire
L’origine provient de pinus (pin) suivi du suffixe « IACUM » (qui désigne l'appartenance à un homme) … (cf. "le domaine du pin").
En 1216, la commune s’appelle « pegniacum »,
En 1252 le nom évolue en « poigniacum », puis en 1263 »peigny », 1387 « pigniacum » et en 1560 « pegny » pour devenir enfin « pigny » en 1796...
La commune de Pigny fut traversée par un aqueduc romain qui menait à Bourges, les eaux partant de la fontaine Saint-Jacques près de Menetou-Salon.
Au bourg de Villeneuve est située la propriété de « Boisbrioux » comprenant un grand château avec chapelle, communs, jardins et un parc de 80 hectares. L’habitation a été construite au XVIIIe siècle par monsieur Gohier de Boisbrioux. 
L’église de Saint-Hilaire, d’origine romane, date du XIIe siècle. En 1691, la nécessité de réparation de l’édifice entraîne probablement sa reconstruction.
En 1936, Pigny connut les effets de l’exode rural, sa population ne comptait plus que 290 habitants. Peu à peu, l’attraction de la ville proche permit une augmentation régulière de sa population : 321 en 1954, 428 en 1978, 597 en 1982, 674 en 1990, 715 en 1999 et 742 en 2006. Une croissance régulière et paisible, maîtrisée grâce aux différents plans d’occupation des sols organisés pour créer un bourg reliant Pigny à Villeneuve. Les différents lotissements : le Parc, les Jardins, les Surgis, la Marivole et les Irantèles permettent un apport de population nouvelles et une perpétuelle dynamique.
En 1986, les trois bourgs de Lizy, Pigny et Villeneuve, ne forment qu'une seule commune. Le nom du principal bourg est alors épousé : Pigny.

## Politique et administration
| Période                                  | Période  | Identité         | Étiquette    | Qualité |
| ---------------------------------------- | -------- | ---------------- | ------------ | --- |
| Les données manquantes sont à compléter. |          |                  |              | |
| 1965                                     | 2001     | Michel Gilbert   | RI-UDF       | Secrétaire de mairie Conseiller général (1988-2001)                                                                           |
| mars 2001                                | mai 2020 | Bernard Rousseau | PS puis LREM | Retraité de l'enseignement, Président de la Communauté de communes Suppléant du député François Cormier-Bouligeon (2017-2022) |
| mai 2020                                 | En cours | Patrick Richard, |              | Contremaître, agent de maîtrise                                                                                               |

## Démographie
L'évolution du nombre d'habitants est connue à travers les recensements de la population effectués dans la commune depuis 1793. Pour les communes de moins de 10 000 habitants, une enquête de recensement portant sur toute la population est réalisée tous les cinq ans, les populations de référence des années intermédiaires étant quant à elles estimées par interpolation ou extrapolation. Pour la commune, le premier recensement exhaustif entrant dans le cadre du nouveau dispositif a été réalisé en 2006.

En 2022, la commune comptait 968 habitants, en évolution de +2,33 % par rapport à 2016 (Cher : −2,48 %, France hors Mayotte : +2,11 %).
| 1793 | 1800 | 1806 | 1821 | 1831 | 1836 | 1841 | 1846 | 1851 |
| ---- | ---- | ---- | ---- | ---- | ---- | ---- | ---- | ---- |
| 485  | 420  | 523  | 443  | 487  | 475  | 448  | 487  | 494  |

| 1856 | 1861 | 1866 | 1872 | 1876 | 1881 | 1886 | 1891 | 1896 |
| ---- | ---- | ---- | ---- | ---- | ---- | ---- | ---- | ---- |
| 494  | 501  | 493  | 469  | 438  | 445  | 412  | 390  | 374  |

| 1901 | 1906 | 1911 | 1921 | 1926 | 1931 | 1936 | 1946 | 1954 |
| ---- | ---- | ---- | ---- | ---- | ---- | ---- | ---- | ---- |
| 379  | 367  | 364  | 310  | 304  | 280  | 290  | 316  | 321  |

| 1962 | 1968 | 1975 | 1982 | 1990 | 1999 | 2006 | 2011 | 2016 |
| ---- | ---- | ---- | ---- | ---- | ---- | ---- | ---- | ---- |
| 343  | 361  | 428  | 597  | 674  | 715  | 746  | 825  | 946  |

| 2021 | 2022 | - | - | - | - | - | - | - |
| ---- | ---- | - | - | - | - | - | - | - |
| 981  | 968  | - | - | - | - | - | - | - |

## Économie

### Entreprises
La commune de Pigny, située au nord de l'agglomération de Bourges accueille plusieurs entreprises, dont sur la nouvelle ZAC (Zone d'activité commerciale) de Lizy, rue Maryse-Bastié :
- Les Vergers de Lizy (vente directe de fruits).
- Évasion Communication (siège social du Groupe de marketing opérationnel)
- Patrouille de France (commercialisation de produits dérivés pour le Ministère de la Défense nationale Patrouille de France
- Couverture Philippe Bailly (couvreur)
- B2C Communication (imprimerie)
- SCI Maryse Bastié Immobilière (gestion immobilière)
- Maeland Bourges (gestion de propriétés industrielles et intellectuelles)
- EXPENDO Organisation (organisateur de foires et salons)
- My Licence (licence et gestion de marques commerciales)
- Belem (vente de produits du voilier école le Belem).
- Paris-Dauphine (commerce et librairie universitaire)
- Paris-Sorbonne (commerce et librairie universitaire)

## Culture locale et patrimoine

### Lieux et monuments
- Château de Boisbriou, propriété de la famille Gondallier de Tugny-Vergennes.
- Chapelle

### Héraldique
| Blason de Pigny | Blason  | D’azur à trois pommes de pin d’or, à la bordure cousue engrêlée de gueules chargée de huit besants d’or. |
| Blason de Pigny | Détails | Adopté le 25 janvier 1990.                                                                               |